# Didier Moreno
Didier Andrés Moreno Asprilla (Bajo Baudó, 15 settembre 1991) è un calciatore colombiano, centrocampista dell'Atlético Junior.

## Caratteristiche tecniche
È un centrocampista difensivo.

## Carriera

### Nazionale
Nel 2011 con la nazionale Under-20 colombiana ha preso parte al Mondiale ed al campionato sudamericano di categoria, scendendo in campo rispettivamente in 5 e in 7 occasioni.
Il 12 ottobre 2018 fa il suo debutto con la nazionale maggiore colombiana nell'amichevole vinta per 4-2 contro gli Stati Uniti, rilevando all'82º minuto James Rodríguez.

## Palmarès
- Campionato colombiano: 1

Santa Fe: 2012 (A)